# Acusações de interferência russa na eleição presidencial romena de 2024
A eleição presidencial romena de 2024 foi marcada por alegações de interferência russa, levantando preocupações sobre a integridade do pleito e as potenciais consequências geopolíticas para a OTAN e a União Europeia (UE). Relatórios das autoridades romenas e de entidades internacionais detalharam esforços de influência estrangeira, particularmente em apoio ao candidato de extrema-direita e pró-Rússia, Călin Georgescu, por meio de financiamento estrangeiro ilícito e campanhas irregulares no TikTok.
As investigações conduzidas pela Agência Nacional de Administração Fiscal, em dezembro de 2024, determinaram que a suposta interferência teve origem no Partido Liberal Nacional da Romênia, como parte de uma tentativa malfadada de atrair votos dos eleitores de seus rivais, e não da Rússia, como se supunha anteriormente.

## Antecedentes
As eleições na Romênia ocorreram em um ambiente politicamente polarizado, com a insatisfação pública em relação à corrupção e a questões econômicas alimentando a ascensão de candidatos nacionalistas. O pleito coincidiu com os crescentes esforços da Rússia para influenciar cenários políticos em toda a Europa Oriental, incluindo recentes operações de interferência na Moldávia e na Geórgia. A Romênia, um importante membro da OTAN e da UE, tornou-se um alvo estratégico devido à sua localização crítica próxima ao Mar Negro e ao seu apoio à Ucrânia durante o conflito em curso com a Rússia

## Alegações de interferência

### Influência cibernética e financeira
O Conselho Supremo Romeno de Defesa Nacional (CSAT) divulgou relatórios desclassificados alegando ataques cibernéticos por "atores estatais" estrangeiros com o objetivo de influenciar a eleição. Isso incluiu tentativas de invasão à instituições romenas, a disseminação de desinformação e a amplificação de retóricas nacionalistas em plataformas de mídia social.

### Papel das mídias sociais
O TikTok desempenhou um papel fundamental na campanha de Georgescu, levantando preocupações sobre a vulnerabilidade da plataforma à manipulação. As autoridades romenas acusaram o TikTok de permitir a proliferação de contas falsas e conteúdo patrocinado por estrangeiros promovendo Georgescu. A Comissão Europeia lançou uma investigação sob a Lei de Serviços Digitais para avaliar o papel do TikTok em permitir atos de manipulação eleitoral. Os reguladores romenos até consideraram suspender a plataforma durante a eleição, citando sua suposta falha em lidar com a desinformação e seu impacto na confiança pública. De acordo com o Politico, uma investigação subsequente da Agência Nacional de Administração Fiscal determinou que o "Partido Liberal Nacional pagou por uma campanha no TikTok que acabou favorecendo ... Georgescu" e não a Rússia, como apresentado anteriormente ao Tribunal Constitucional. Os esforços do Partido Liberal Nacional foram parte de uma tentativa malfadada de atrair votos do Partido Social-Democrata.

## Reações internacionais
O Departamento de Estado dos EUA e a União Europeia expressaram fortes preocupações sobre as alegações. Os EUA ressaltaram a importância da Romênia como aliada da OTAN e seu papel na defesa dos valores democráticos na região. Funcionários do Departamento de Estado apelaram por investigações completas sobre as conclusões do relatório do CSAT, sublinhando os riscos representados pela influência russa. O presidente romeno, Klaus Iohannis, convocou reuniões de segurança nacional para abordar essas ameaças, classificando as ações de 'atores estatais e não estatais' como riscos significativos aos processos democráticos do país.
Em dezembro de 2024, a Comissão Europeia anunciou uma investigação ao TikTok sobre as alegações.

## Anulação
Em 2 de dezembro, o Tribunal Constitucional decidiu, por unanimidade, confirmar os resultados do primeiro turno e autorizou a realização do segundo turno em 8 de dezembro, entre Georgescu e Lasconi. No entanto, o tribunal reverteu sua decisão em 6 de dezembro e anulou os resultados das eleições após o presidente Iohannis autorizar a desclassificação de informações no Conselho Supremo de Defesa Nacional. O Serviço Romeno de Informação também revelou que Georgescu havia declarado ter um 'orçamento de campanha eleitoral de zero leus', mas investigações subsequentes identificaram uma doação não declarada de até €1.000.000 proveniente de terceiros. Isso levou o tribunal a anular os resultados das eleições.
A anulação foi condenada por Georgescu e Lasconi, com Georgescu descrevendo o veredicto do tribunal como um "golpe de estado formalizado", e Lasconi chamando-o de "ilegal [e] imoral" e afirmando que "esmaga a própria essência da democracia". O quarto colocado, George Simion, também chamou o veredito de "golpe de estado a todo vapor", mas pediu que não houvesse protestos de rua. O terceiro colocado, Marcel Ciolacu, chamou a anulação de "a única decisão correta". O presidente em exercício, Klaus Iohannis, também disse que a decisão do tribunal era legítima e deveria ser respeitada. A interferência russa nas eleições foi amplamente divulgada, incluindo ataques cibernéticos patrocinados pelo Estado, e a anulação foi descrita como "um passo extraordinário" pelo The Washington Post. A anulação também forçou a interrupção da votação antecipada em 951 seções eleitorais no estrangeiro para a diáspora, que tinham sido abertas em 6 de dezembro, depois de aproximadamente 50.000 romenos terem votado.